# Liste der Kardinalskreierungen Pauls VI.

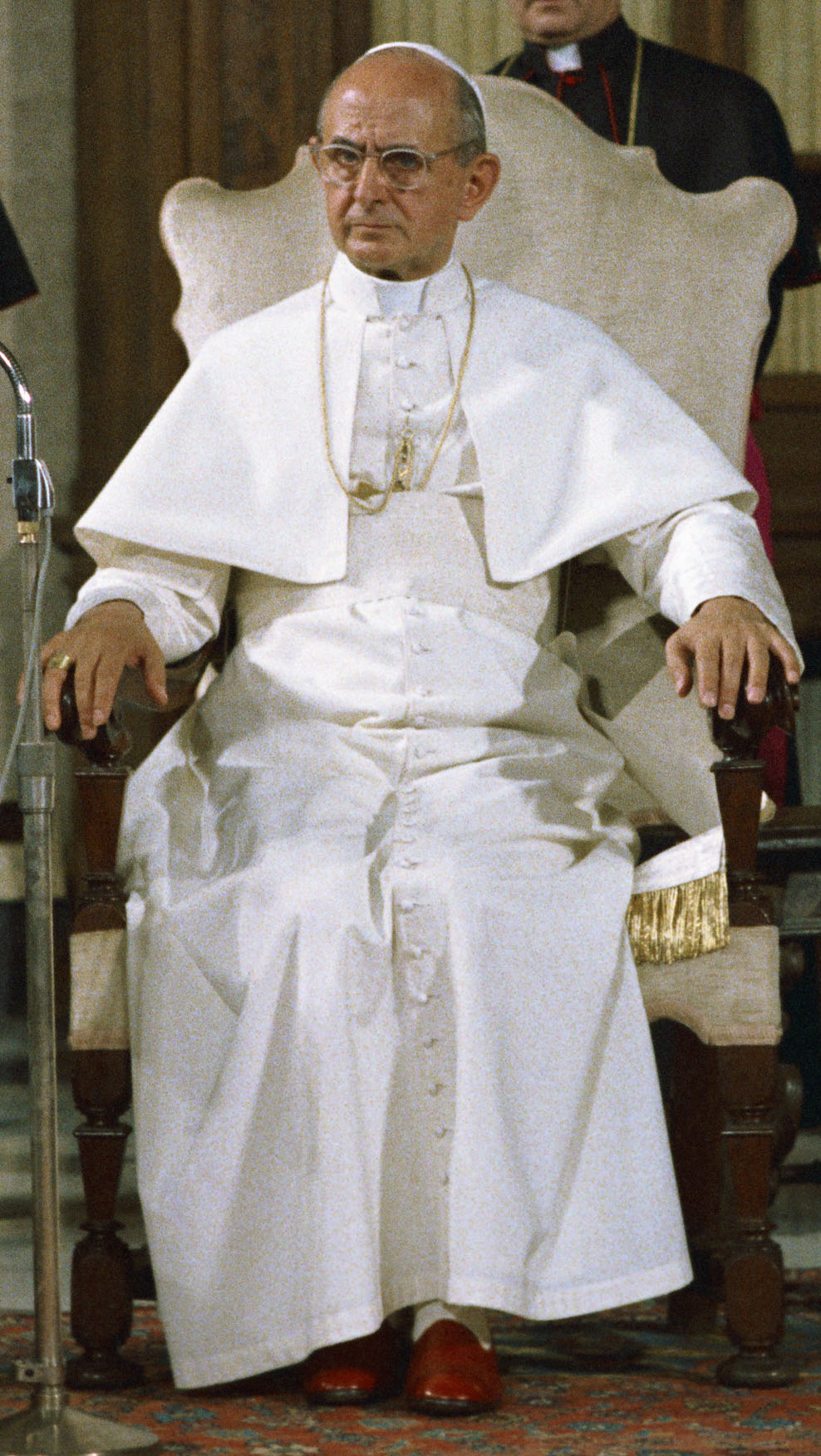
Paul VI.

Im Verlauf seines Pontifikates kreierte Papst Paul VI. (1963–1978) 144 Kardinäle in sechs Konsistorien. Hierbei setzte er die von Papst Johannes XXIII. eingeschlagene Linie der Internationalisierung des Kardinalskollegiums fort. Von den von ihm berufenen Kardinälen waren beim Konklave 2013 noch drei am Leben, allerdings hatte keiner dieser Kardinäle mehr das aktive Wahlrecht. Er kreierte seine drei unmittelbaren Nachfolger im Papstamt zu Kardinälen.

## 22. Februar 1965
1. Libanon: Maximos Saigh SMSP, Patriarch von Antiochien und dem ganzen Orient, von Alexandrien und Jerusalem der Melkitisch Griechisch-Katholischen Kirche
2. Libanon: Pierre-Paul Méouchi, Maronitischer Patriarch von Antiochien und des ganzen Orients
3. Ägypten: Stephanos Sidarouss CM, Patriarch von  Alexandria der koptisch-katholischen Kirche
4. Ukrainische SSR: Josyf Ivanovycè Slipyj, Erzbischof von Lemberg, Patriarch der ukrainischen griechisch-katholischen Kirche
5. BR Deutschland: Lorenz Jaeger, Erzbischof von Paderborn
6. Ceylon: Thomas Cooray OMI, Erzbischof von Colombo
7. Tschechoslowakei: Josef Beran, Erzbischof von Prag
8. Kanada: Maurice Roy, Erzbischof von Québec
9. Frankreich: Joseph-Marie Martin, Erzbischof von Rouen
10. Südafrika: Owen McCann, Erzbischof von Kapstadt
11. Algerien: Léon-Étienne Duval, Erzbischof von Algier
12. Italien: Ermenegildo Florit, Erzbischof von Florenz
13. Jugoslawien: Franjo Šeper, Erzbischof von Zagreb
14. Vereinigtes Königreich: John Carmel Heenan, Erzbischof von Westminster
15. Frankreich: Jean-Marie Villot, Erzbischofs von Lyon
16. Obervolta: Paul Zoungrana MAfr, Erzbischof von Ouagadougou
17. Vereinigte Staaten: Lawrence Shehan, Erzbischof von Baltimore
18. Italien: Enrico Dante, Präfekt der Kongregation für die Zeremonien des Papstes und Sekretär der Ritenkongregation
19. Italien: Cesare Zerba, Sekretär der Sakramentenkongregation
20. Brasilien: Agnelo Rossi, Erzbischof von São Paulo
21. Italien: Giovanni Colombo, Erzbischof von Mailand
22. Irland: William Conway, Erzbischof von Armagh
23. Spanien: Ángel Herrera Oria, Bischof von Málaga
24. Italien: Federico Callori di Vignale, Majordomus Seiner Heiligkeit
25. Belgien: Joseph Cardijn, Priester des Erzbistums Mecheln-Brüssel
26. Schweiz: Charles Journet, Priester des Bistums Lausanne, Genf und Freiburg
27. Italien: Giulio Bevilacqua, Weihbischof in Brescia

## 26. Juni 1967

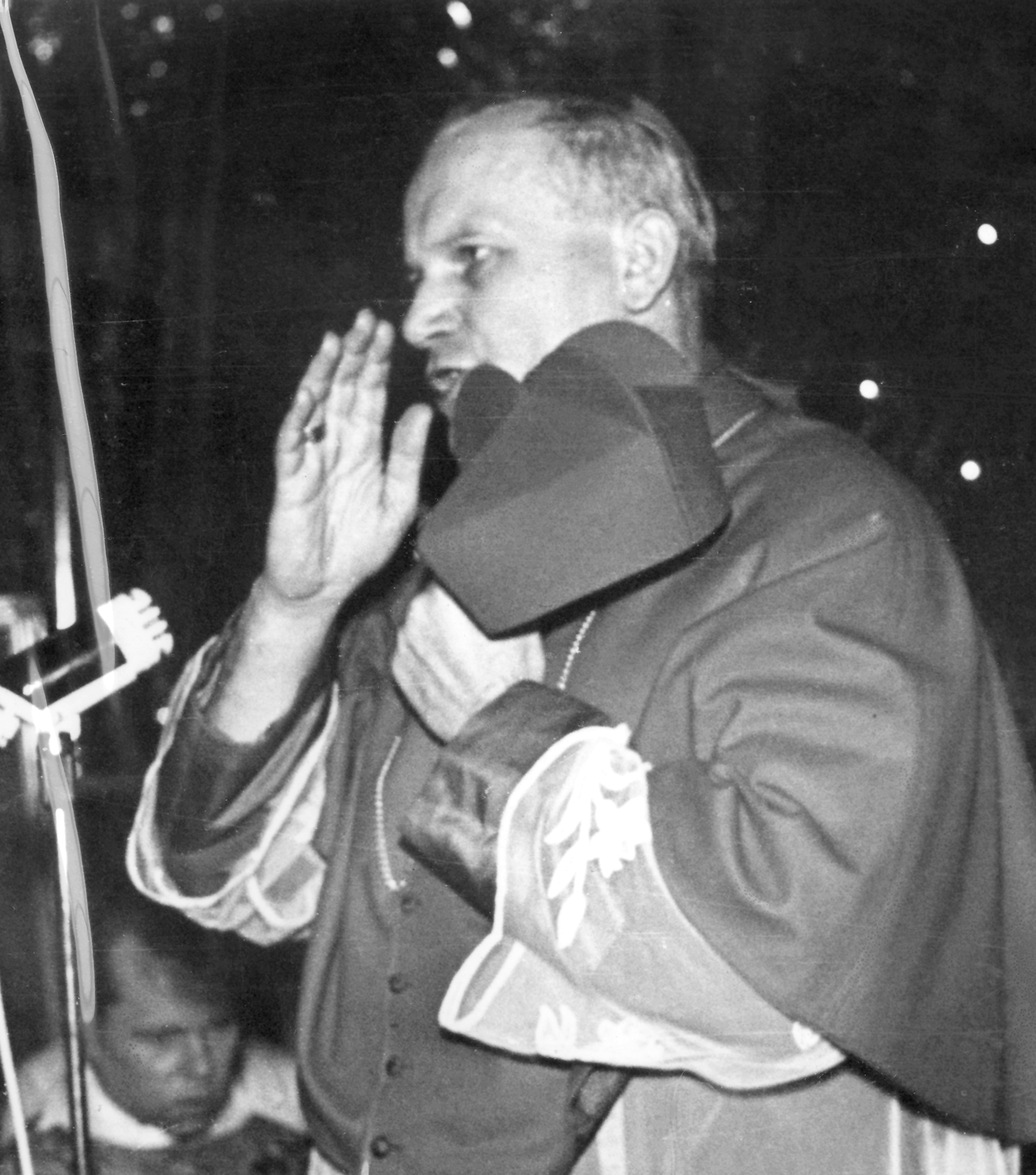
Karol Wojtyła, der spätere Johannes Paul II.

1. Argentinien: Nicolás Fasolino, Erzbischof von Santa Fe
2. Monaco: Antonio Riberi, Apostolischer Nuntius in Spanien
3. Italien: Giuseppe Beltrami, Apostolischer Nuntius in den Niederlanden
4. Italien: Alfredo Pacini, Apostolischer Nuntius in der Schweiz
5. Frankreich: Gabriel-Marie Garrone, Präfekt der Kurie für Fragen der Seminare und Universitäten
6. Vereinigte Staaten: Patrick Aloysius O’Boyle, Erzbischof von Washington
7. Italien: Egidio Vagnozzi, Apostolischer Gesandter in den USA
8. Belgien: Maximilien de Fürstenberg, Präfekt der Kongregation für die orientalischen Kirchen
9. Italien: Antonio Samorè, Präfekt der Kongregation für die Ordnung der Sakramente
10. Italien: Francesco Carpino, Erzbischof von Palermo
11. BR Deutschland/ Bolivien: Josef Clemens Maurer CSsR, Erzbischof von Sucre
12. Italien: Pietro Parente, Sekretär der Glaubenskongregation
13. Italien: Carlo Grano, Apostolischer Nuntius in Italien
14. Italien: Angelo Dell’Acqua, Präsident der Präfektur für die ökonomischen Angelegenheiten des Heiligen Stuhls
15. Italien: Dino Staffa, Präfekt der Apostolischen Signatur
16. Italien: Pericle Felici, Präsidenten der Päpstlichen Kommission für die Auslegung der Dokumente des Zweiten Vatikanischen Konzils
17. Vereinigte Staaten: John Joseph Krol, Erzbischof von Philadelphia
18. Frankreich: Pierre Veuillot, Erzbischof von Paris
19. Vereinigte Staaten: John Patrick Cody, Erzbischof von Chicago
20. Italien: Corrado Ursi, Erzbischof von Neapel
21. DDR: Alfred Bengsch, Bischof von Berlin
22. Indonesien: Justinus Darmojuwono, Erzbischof von Semarang
23. Polen: Karol Wojtyła (später Papst Johannes Paul II.), Erzbischof von Krakau
24. Italien: Michele Pellegrino, Erzbischof von Turin
25. Frankreich: Alexandre-Charles Renard, Erzbischof von Lyon
26. Vereinigte Staaten: Francis Brennan, Dekan der Römischen Rota
27. Schweiz: Benno Gut OSB, Präfekt der Kongregation für die Riten

## 28. April 1969

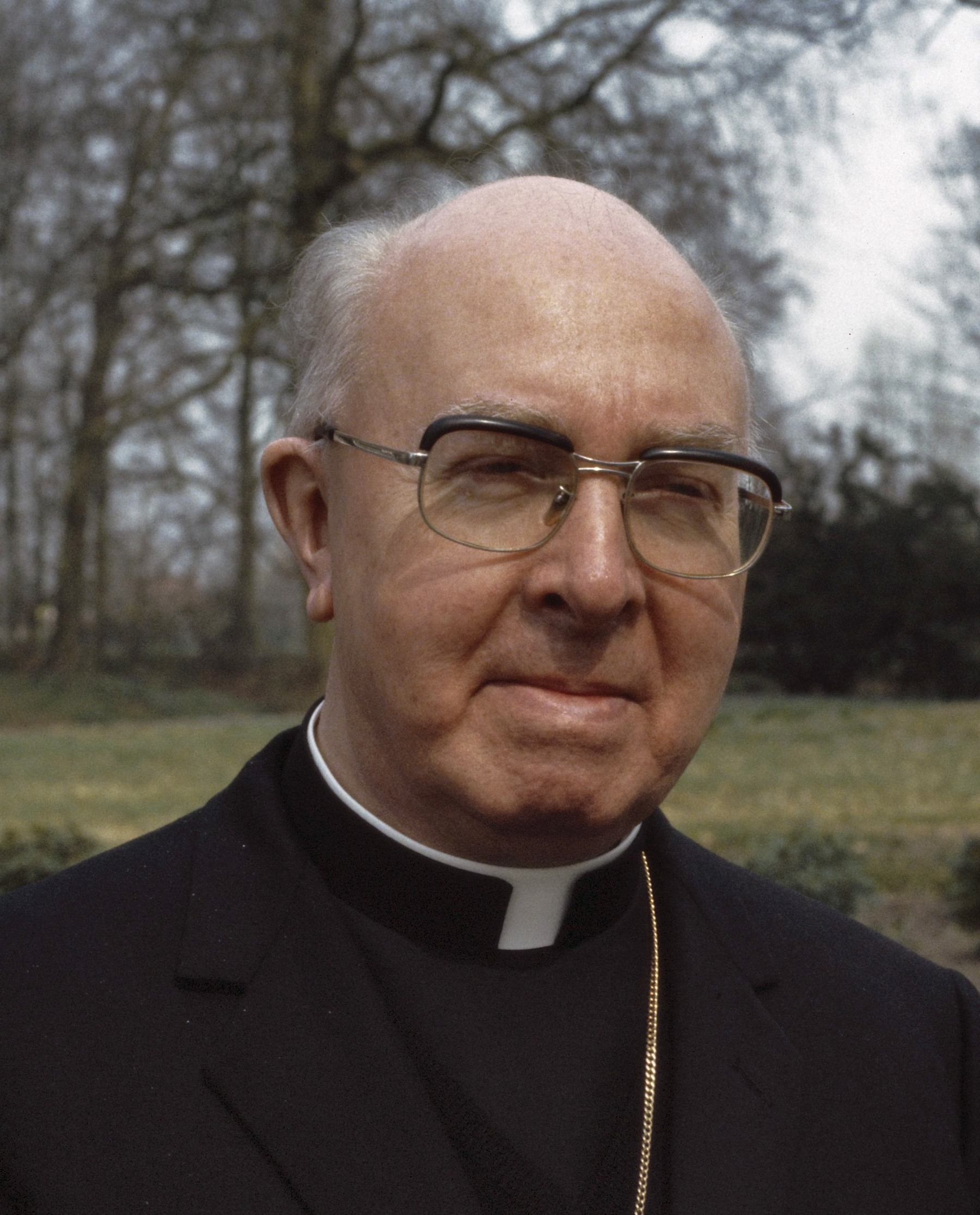
Johannes Willebrands

1. Volksrepublik China: Paul Yü Pin, Erzbischof von Nanking
2. Brasilien: Alfredo Vicente Scherer, Erzbischof von Porto Alegre
3. Philippinen: Julio Rosales y Ras, Erzbischof von Cebu
4. Vereinigtes Königreich: Gordon Gray, Erzbischof von Saint Andrews und Edinburgh
5. Neuseeland: Thomas Peter McKeefry, Erzbischof von Wellington
6. Mexiko: Miguel Darío Miranda y Gómez, Erzbischof von Mexiko-Stadt
7. Indien: Joseph Parecattil, Erzbischof von Ernakulam der syro-malabarischen Kirche
8. Vereinigte Staaten: John Francis Dearden, Erzbischof von Detroit
9. Frankreich: François Marty, Erzbischof von Paris
10. Madagaskar: Jérôme Rakotomalala, Erzbischof von Antananarivo
11. Kanada: George Bernard Flahiff CSB, Erzbischof von Winnipeg
12. Frankreich: Paul Gouyon, Erzbischof von Rennes
13. Spanien: Mario Casariego y Acevedo CRS, Erzbischof von Guatemala
14. Spanien: Vicente Enrique y Tarancón, Erzbischof von Toledo
15. Demokratische Republik Kongo: Joseph-Albert Malula, Erzbischof von Kinshasa
16. Ecuador: Pablo Muñoz Vega SJ, Erzbischof von Quito
17. Italien: Antonio Poma, Erzbischof von Bologna
18. Vereinigte Staaten: John Joseph Carberry, Erzbischof von Saint Louis
19. Vereinigte Staaten: Terence Cooke, Erzbischof von New York
20. Südkorea: Stephen Kim Sou-hwan, Erzbischof von Seoul
21. Spanien: Arturo Tabera, Erzbischof von Pamplona
22. Brasilien: Eugênio de Araújo Sales, Erzbischof von São Salvador da Bahia
23. BR Deutschland: Joseph Höffner, Erzbischof von Köln
24. Vereinigte Staaten: John Joseph Wright, Präfekt der Kongregation für den Klerus
25. Italien: Paolo Bertoli, Präfekt der Kongregation für die Selig- und Heiligsprechungsprozesse
26. Italien: Sebastiano Baggio, Apostolischer Nuntius in Brasilien
27. Italien: Silvio Oddi, Apostolischer Nuntius in Belgien und Internuntius in Luxemburg
28. Italien: Giuseppe Paupini, Apostolischer Nuntius in Kolumbien
29. Italien: Giacomo Violardo, Sekretär der Heiligen Kongregation für die Sakramentenordnung
30. Niederlande: Johannes Willebrands, Präsident das Sekretariat für die Einheit der Christen
31. Italien: Mario Nasalli Rocca di Corneliano, Präfekt der Apostolischen Kammer
32. Italien: Sergio Guerri, Präsident der Päpstlichen Kommission für den Staat der Vatikanstadt
33. Frankreich: Jean Daniélou SJ, katholischer Theologe und Jesuitenpater
34. Rumänien: Iuliu Hossu, griechisch-katholischer Bischof von Cluj-Gherla (in pectore)
35. Tschechoslowakei: Štěpán Trochta SDB, Bischof von Leitmeritz (in pectore)

## 5. März 1973

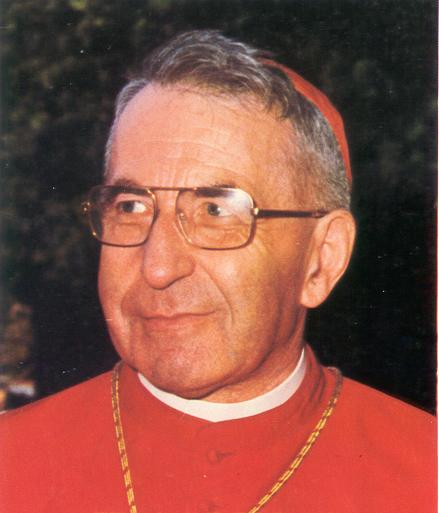
Albino Luciani, der spätere Papst Johannes Paul I.

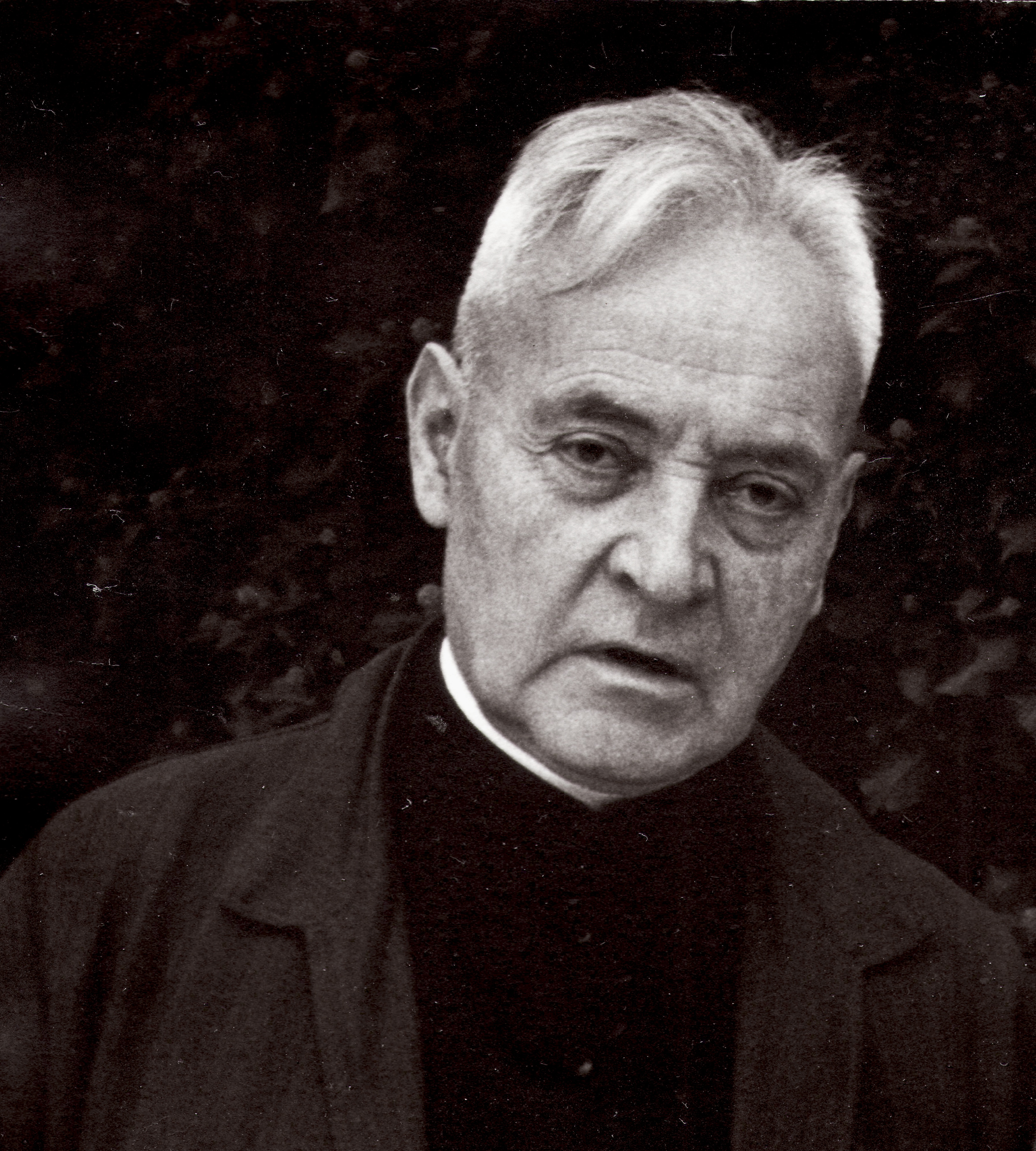
Hermann Volk

1. Italien: Albino Luciani (später Papst Johannes Paul I.), Patriarch von Venedig
2. Portugal: António Ribeiro, Patriarch von Lissabon
3. Italien: Sergio Pignedoli, Sekretär der Kongregation für die Evangelisierung der Völker
4. Australien: James Robert Knox, Präfekt der Kongregation für den Gottesdienst
5. Italien: Luigi Raimondi, Präfekt der Kongregation für die Selig- und Heiligsprechungsprozesse
6. Italien: Umberto Mozzoni, Apostolischer Nuntius in Brasilien
7. Brasilien: Avelar Brandão Vilela, Erzbischof von São Salvador da Bahia
8. Indien: Joseph Cordeiro, Erzbischof von Karatschi
9. Kolumbien: Aníbal Muñoz Duque, Erzbischof des Erzbistums Bogotá
10. Polen: Bolesław Kominek, Erzbischof von Breslau
11. Frankreich: Paul-Pierre Philippe OP, Präfekt der Kongregation für die orientalischen Kirchen
12. Italien: Pietro Palazzini, Sekretär der Kardinalskommission für die Päpstlichen Schreine von Pompeji und Loreto
13. Puerto Rico: Luis Aponte Martínez, Erzbischof von San Juan
14. Argentinien: Raúl Francisco Primatesta, Erzbischof von Córdoba
15. Italien: Salvatore Pappalardo, Erzbischof von Palermo
16. Italien: Ferdinando Giuseppe Antonelli OFM, Sekretär der Ritenkongregation
17. Spanien: Marcelo González Martín, Erzbischof von Toledo
18. Frankreich: Louis-Jean Guyot, Erzbischof von Toulouse
19. Italien: Ugo Poletti, Kardinalvikar der Diözese Rom und Erzpriester der Lateranbasilika
20. Vereinigte Staaten: Timothy Manning, Erzbischof von Los Angeles
21. Japan: Paul Yoshigorō Taguchi, Erzbischof von Osaka
22. Kenia: Maurice Michael Otunga, Erzbischof von Nairobi
23. Mexiko: José Salazar López, Erzbischof von Guadalajara
24. Volksrepublik Kongo: Emile Biayenda, Erzbischof von Brazzaville
25. Vereinigte Staaten: Humberto Sousa Medeiros, Erzbischof von Boston
26. Brasilien: Paulo Evaristo Arns OFM, Erzbischof von São Paulo
27. Australien: James Darcy Freeman, Erzbischof von Sydney
28. Spanien: Narciso Jubany, Erzbischof von Barcelona
29. BR Deutschland: Hermann Volk, Bischof von Mainz
30. Westsamoa: Pio Taofinuʻu SM, Erzbischof von Samoa-Apia

## 24. Mai 1976

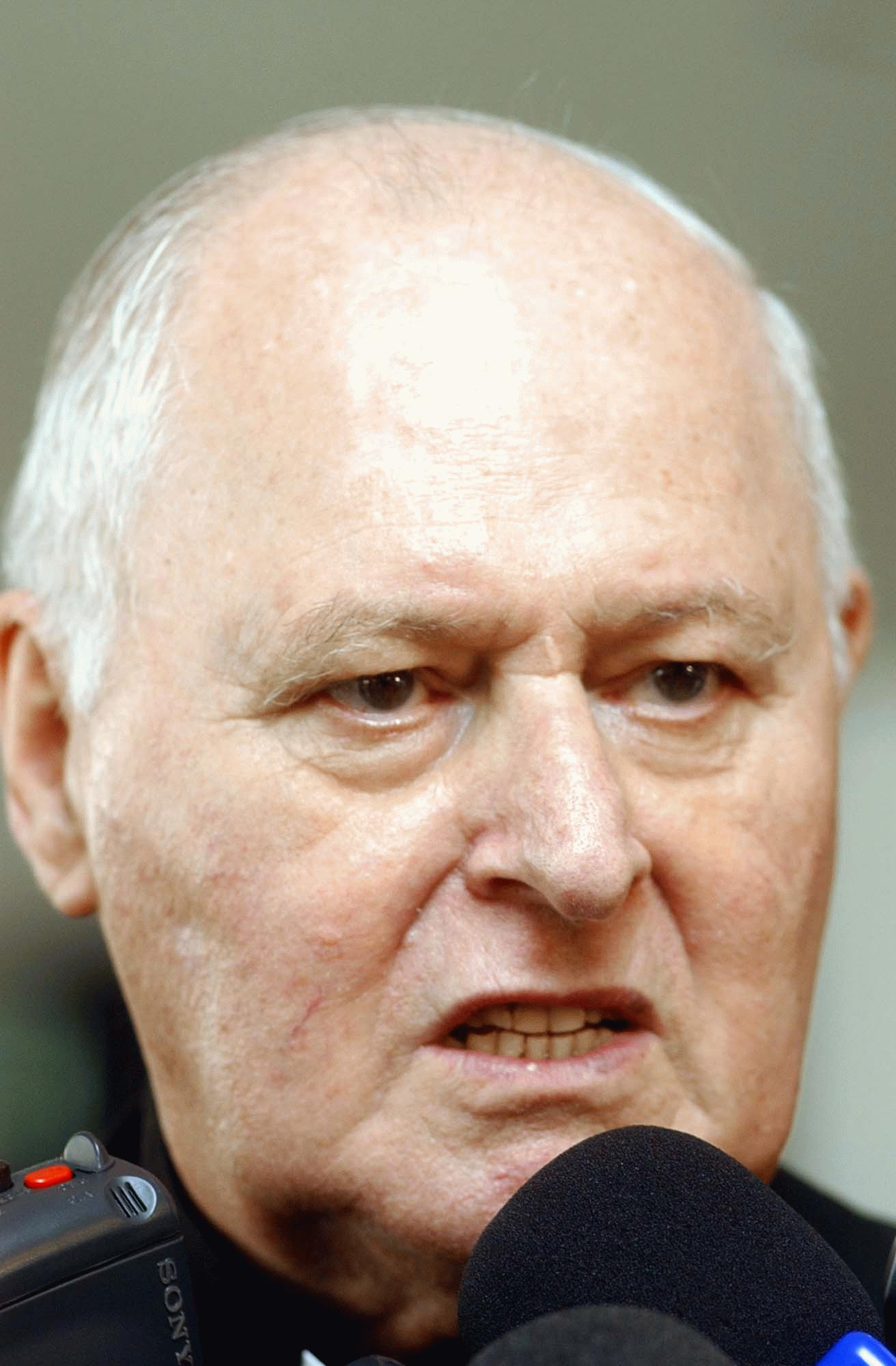
Aloísio Lorscheider

1. Dominikanische Republik: Octavio Antonio Beras Rojas, Erzbischof von Santo Domingo
2. Italien: Opilio Rossi, Präsident des Päpstlichen Rates für die Familie
3. Italien: Giuseppe Maria Sensi, Apostolischer Nuntius in Portugal
4. Argentinien: Juan Carlos Aramburu, Erzbischof von Buenos Aires
5. Italien: Corrado Bafile, Präfekt der Kongregation für die Selig- und Heiligsprechungsprozesse
6. Senegal: Hyacinthe Thiandoum, Erzbischof von Dakar
7. Uganda: Emmanuel Kiwanuka Nsubuga, Erzbischof von Kampala
8. BR Deutschland: Joseph Schröffer, Sekretär der Kongregation für das Katholische Bildungswesen
9. Indien: Lawrence Trevor Picachy SJ, Erzbischof von Kalkutta
10. Philippinen: Jaime Lachica Sin, Erzbischof von Manila
11. Vereinigte Staaten: William Wakefield Baum, Erzbischof von Washington
12. Brasilien: Aloísio Lorscheider OFM, Erzbischof von Fortaleza
13. Neuseeland: Reginald John Delargey, Erzbischof von Wellington
14. Argentinien: Eduardo Francisco Pironio, Präfekt der Kongregation für die Institute geweihten Lebens und für die Gesellschaften apostolischen Lebens
15. Ungarn: László Lékai, Erzbischof von Esztergom-Budapest
16. Vereinigtes Königreich: Basil Hume OSB, Erzbischof von Westminster
17. Madagaskar: Victor Razafimahatratra SJ, Erzbischof von Antananarivo
18. Nigeria: Dominic Ignatius Ekandem, Bischof von Ikot Ekpene
19. Vietnam: Joseph Marie Trịnh Như Khuê, Erzbischof von Hanoi
20. Polen: Bolesław Filipiak, Dekan der Römischen Rota
21. Tschechoslowakei: František Tomášek, Apostolischer Administrator von Prag (in pectore)

## 27. Juni 1977

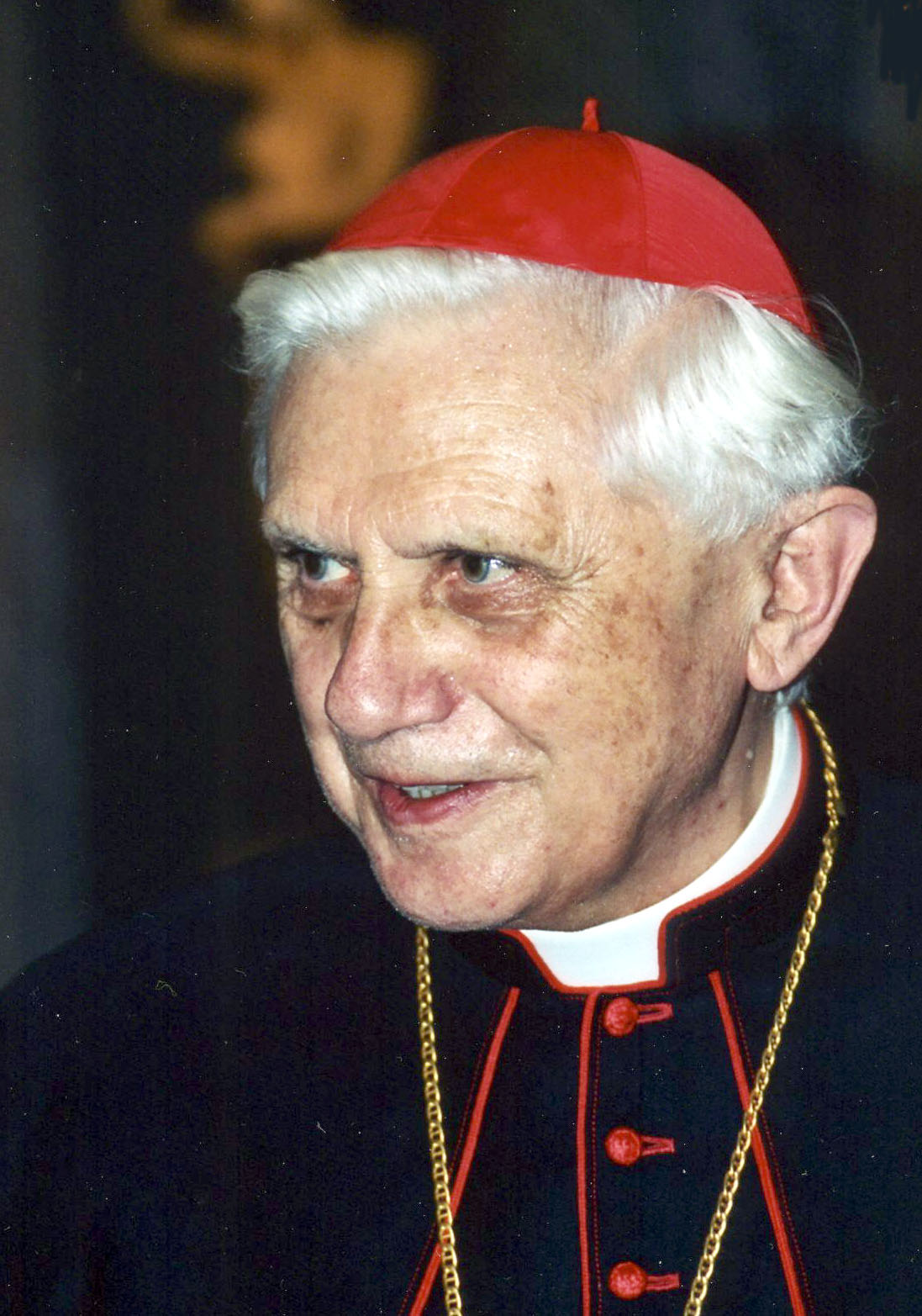
Joseph Ratzinger, der spätere Papst Benedikt XVI.

1. Italien: Giovanni Benelli, Erzbischof von Florenz
2. Benin: Bernardin Gantin, Präsident des Päpstlichen Rates für Gerechtigkeit und Frieden
3. BR Deutschland: Joseph Ratzinger (später Papst Benedikt XVI.), Erzbischof von München und Freising
4. Italien: Mario Luigi Ciappi OP, päpstlicher Haustheologe